# Kepler-722b
Kepler-722b es un planeta extrasolar que forma parte de un sistema planetario formado por al menos dos planetas. Orbita la estrella denominada Kepler-722. Fue descubierto en el año 2016 por la sonda Kepler por medio de tránsito astronómico.